# The Dinner (film 2017)
The Dinner è un film del 2017 scritto e diretto da Oren Moverman.
La pellicola, con protagonisti Richard Gere, Laura Linney e Steve Coogan, è l'adattamento cinematografico del romanzo La cena (Het Diner) di Herman Koch, pubblicato nel 2009.

## Trama
Stan è un senatore che sta per presentare una nuova legge al congresso degli Stati Uniti e Paul è insegnante di storia al Liceo. Ad una cena in un lussuoso ristorante tra i fratelli e le rispettive mogli, emerge un orribile segreto del recente passato, che coinvolge entrambe le famiglie.

## Produzione
Le riprese del film sono iniziate il 21 gennaio 2016 a Dobbs Ferry.

## Promozione
Il primo trailer del film viene diffuso il 7 febbraio 2017.

## Distribuzione
Il film è stato presentato al Festival internazionale del cinema di Berlino il 10 febbraio 2017.
La pellicola è stata distribuita nelle sale cinematografiche statunitensi a partire dall'11 maggio 2017.

## Riconoscimenti
- 2017 - Festival internazionale del cinema di Berlino[4]
  - Candidatura per l'Orso d'oro